# Municipio de Middlebury (Míchigan)
El municipio de Middlebury (en inglés: Middlebury Township) es un municipio ubicado en el condado de Shiawassee en el estado estadounidense de Míchigan. En el año 2010 tenía una población de 1510 habitantes y una densidad poblacional de 23,47 personas por km².

## Geografía
El municipio de Middlebury se encuentra ubicado en las coordenadas 43°0′8″N 84°19′7″O / 43.00222, -84.31861. Según la Oficina del Censo de los Estados Unidos, el municipio tiene una superficie total de 64.34 km², de la cual 64,12 km² corresponden a tierra firme y (0,34 %) 0,22 km² es agua.

## Demografía
Según el censo de 2010, había 1510 personas residiendo en el municipio de Middlebury. La densidad de población era de 23,47 hab./km². De los 1510 habitantes, el municipio de Middlebury estaba compuesto por el 97,28 % blancos, el 0,53 % eran afroamericanos, el 0,2 % eran amerindios, el 0,13 % eran asiáticos, el 1,19 % eran de otras razas y el 0,66 % eran de una mezcla de razas. Del total de la población el 3,38 % eran hispanos o latinos de cualquier raza.